# Spigelia anthelmia
- Commons
- Wikispecies

Spigelia anthelmia, conhecido popularmente como arapabaca, espigélia, erva-lombrigueira e lombrigueira, é uma planta da família das loganiáceas. É catártica e vermífuga. Contém o princípio ativo espigelina, que é venenoso, narcótico e mortal para o gado.

## Etimologia
"Arapabaca" provém do tupi arapa'waca. "Erva-lombrigueira" e "lombrigueira" são referências à sua propriedade anti-helmíntica.